# Associação Brasileira das Universidades Comunitárias
A Associação Brasileira das Instituições Comunitárias de Educação Superior (ABRUC), é uma associação que reúne Faculdades, Centros Universitários e universidades comunitárias. Foi fundada em 26 de julho de 1995. Atualmente reúne 67 instituições.